# ベトナム国家大学ホーチミン市校
ベトナム国家大学ホーチミン市校（ベトナムこっかだいがくホーチミンしこう、ベトナム語：Đại Học Quốc Gia Thành phố Hồ Chí Minh / 大學國家城庯胡志明、英語: Vietnam National University, Ho Chi Minh City）は、ベトナム社会主義共和国ホーチミン市にある国家大学。

## 沿革
- 1995年 設立。

## 構成
- 工科大学  （略称 HCMUT）
- 自然科学大学
- 人文社会科学大学
- 国際大学
- 情報工学大学
- 医科大学
- 経済 - 法大学
- アンザン 大学